# Wachau (Schiff, 1975)
Die Wachau ist ein Fahrgastschiff der österreichischen Donauschiffahrtsgesellschaft DDSG Blue Danube GmbH, die in der Region Wachau zwischen Melk und Krems eingesetzt wird. Im Winter 2017/18 wurde das Schiff generalüberholt und die Caterpillar-Motoren (die sich seit 2002 statt den ursprünglichen Deutz-Motoren im Schiff befanden) gegen zwei Scania-Diesel mit je 635 PS ausgetauscht.

## Bilder

Wachau in Spitz an der Donau
Innenansicht Hauptdeck-Bugsalon
Wachau von der Mauterner Brücke fotografiert
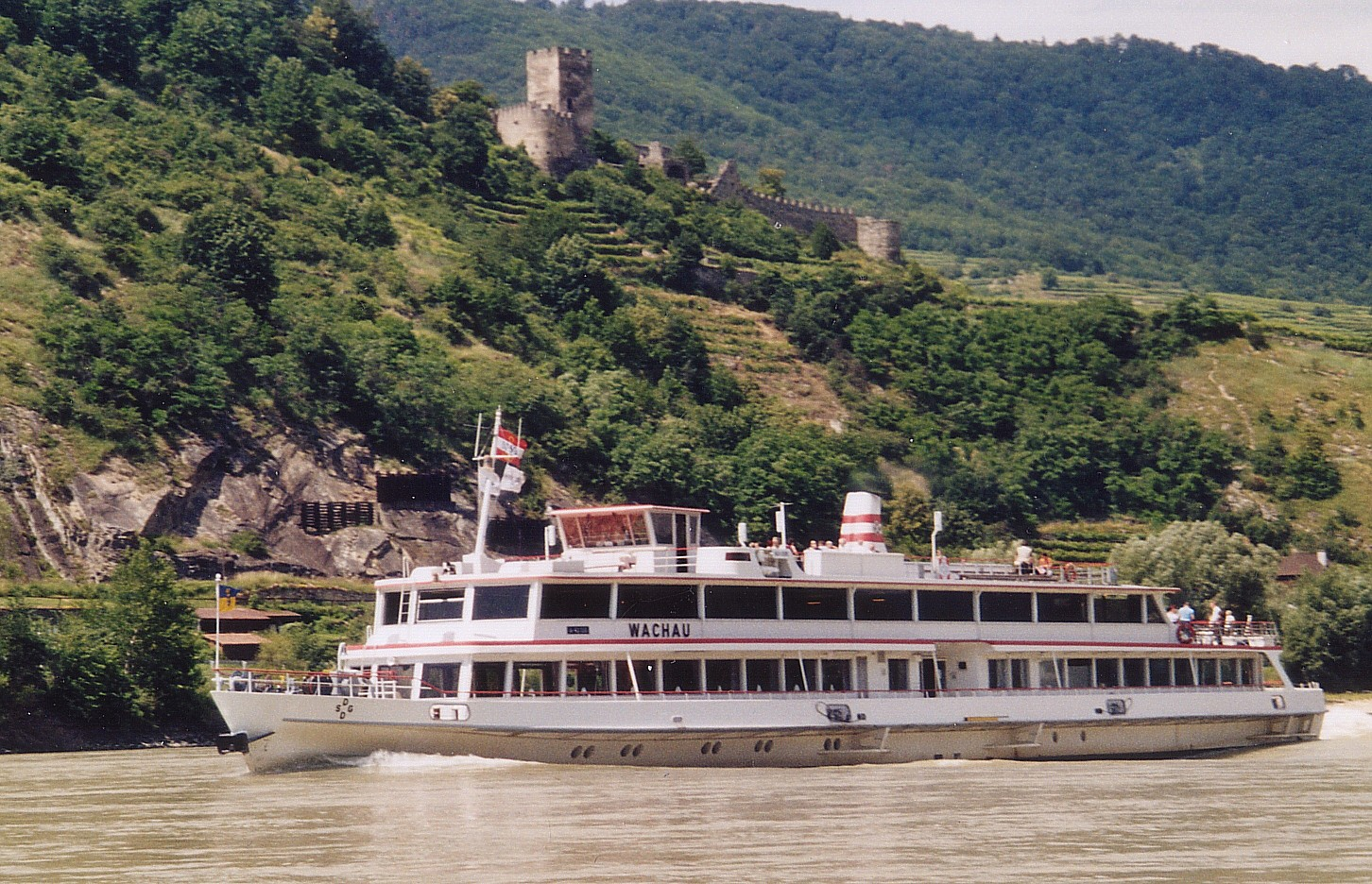
Wachau vor der Ruine Hinterhaus, Spitz / Wachau